# Lampyris raymondi
Lampyris raymondi is een keversoort uit de familie glimwormen (Lampyridae). De wetenschappelijke naam van de soort is voor het eerst geldig gepubliceerd in 1859 door Mulsant & Rey.